# Żyrardów
Żyrardów (výslovnost [ʐɨˈrarduf]) je město v Polsku v Mazovském vojvodství, správní středisko stejnojmenného okresu. Nachází se asi 47 km jihozápadně od Varšavy na řece Pisia Gągolina, jedné ze zdrojnic řeky Pisia, na níž se zde nachází vodní nádrž Zalew Żyrardowski. V roce 2024 zde žilo 38 594 obyvatel.

## Historie
Původní název sídla byl Ruda Guzowska. Tato vesnice byla založena v roce 1830. V roce 1833 zde byla založena velká textilní továrna. Město se rozvíjelo převážně v 19. století a bylo přejmenováno na Żyrardów na počest Philippa de Girarda, který textilní továrnu založil.

## Památky
- Kostel sv. Karla Boromejského
- Kostel Panny Marie Utěšitelky
- Kostel svatých Cyrila a Metoděje

## Osobnosti
- Leszek Miller (* 1946) – polský premiér v letech 2001–2004